# Дубянка (приток Вожи)
Дубянка — река в России, протекает в Рыбновском районе, Рязанской области. Правый приток Вожи.

## География
Река Дубянка берёт начало у посёлка Тюшево. Пересекает автодорогу М5 «Урал» и Рязанское направление Московской железной дороги. Течёт в черте города Рыбное. Далее течёт через посёлок Ходынино и впадает в Вожу. Устье реки находится в 19 км по правому берегу реки Вожа. Длина реки составляет 10 км.
Система водного объекта: Вожа → Ока → Волга → Каспийское море.

## Данные водного реестра
По данным государственного водного реестра России относится к Окскому бассейновому округу, водохозяйственный участок реки — Ока от города Коломна до города Рязань, речной подбассейн реки — бассейны притоков Оки до впадения Мокши. Речной бассейн реки — Ока.
Код объекта в государственном водном реестре — 09010102012110000024930.